# Ochotona huangensis
A Pika-de-Tsing-Ling (Ochotona huangensis) é um lagomorfo asiático.